# Longuripes arganoi
Longuripes arganoi är en insektsart som beskrevs av Desutter-grandcolas och Theodore Huntington Hubbell 1993. Longuripes arganoi ingår i släktet Longuripes och familjen syrsor. Artens utbredningsområde är Mexiko.